# Rishab Aiyer Ghosh
Rishab Aiyer Ghosh (1975 - ) es un programador y estudioso del software libre. Empezó a desarrollar y vender software libre en 1994. Dejó de escribir programas para pasar a escribir en inglés, y ha estado escribiendo sobre los aspectos económicos de la producción de software libre y colaborativo desde 1994. 
Es fundador y editor del First Monday, una de las revistas en línea más extensamente leídas de Internet, y también es Investigador Senior en el Instituto de Investigación Económica de Maastricht de Innovación y Tecnología (Maastricht Economic Research Institute on Innovation and Technology (MERIT) en la Universidad de Maastricht y en la Universidad de las Naciones Unidas (United Nations University), en Holanda. Fue coautor, en 1997, de herramientas para medir las contribuciones de desarrolladores de software libre a través del análisis de código fuente, siendo pionero en técnicas de búsqueda que son ampliamente utilizadas hoy en día. 
En el año 2000 coordina el proyecto FLOSS de la Unión Europea, un amplio estudio de los usuarios y desarrolladores de código de software libre (Free / Libre / Open Source Software); le siguió el proyecto sobre políticas de apoyo al software libre por parte de los gobiernos (proyecto FLOSSPOLS); y posteriorment el proyecto FLOSSWorld, realizando estudios comparativos sobre el desarrollo de software libre a nivel mundial.
También está involucrado en iniciativas gubernamentales relacionadas con software libre y en estándares abiertos, y realiza investigaciones bajo el paraguas de la Unión Europea y de la US National Science Foundation. Fue coautor y firmante inicial de la Declaración de Ginebra sobre el futuro del WIPO (World Intellectual Property Organization) y también estuvo involucrado en los borradores iniciales del tratado para el Acceso al Conocimiento (Access To Knowledge, A2K). 
En el 2005, publica "CODE: Collaborative Ownership and the Digital Economy" con MIT Press. Rishab fue elegido miembro del comité de la Iniciativa para el Código abierto (Open Source Initiative), encargada de mantener la Definición de Código abierto.